# جوبي (رقصة)
الجوبي هي رقصة عراقية بدوية وقروية يرقصها جماعة على هيئة حلقة مستديرة، وتُسمّى في الشام دبكة، وهي تمارس غالباً في المهرجانات والاحتفالات الأعراس. تتكون فرقة الجوبي من مجموعة من الأشخاص وتكون ما بين خمسة أشخاص إلى عشرة أشخاص يدعون بالجوابه «أهل الجوبي» وعازف اليرغول أو الشبابة والطبل. والجوبي هي رقصة شرقية جماعية معروفة في شمال ووسط وجنوب العراق وتشتهر بشكل كبير في مناطق غرب العراق وفي محافظات الأنبار وصلاح الدين ونينوى إضافة إلى إيران وتحديداً عرب الأحواز

## الجوبي في مدن العراق
الجوبي رقصة فلكلوريه شعبية موجودة في مدينة الرمادي في محافظة الأنبار وصلاح الدين وبغداد وأيضا توجد هذه الرقصة في شمال العراق في محافظة كركوك وبالتحديد في قضاء الحويجة يسمى «جوبي الحويجة» ويوجد في باقي محافظات الشمال ايضاً.

## الشكل العام للرقصة وللجوابة
الجوابة في الغالب يكون لهم اللباس التقليدي العراقي مع الإشارة إلى أن اللباس العراقي يختلف من محافظة إلى أخرى ففي مدينة بغداد تعرف الصاية البغدادية وفي شمال العراق تعرف الدشداشة العراقية والشماغ و العقال و في وسط وجنوب العراق تعرف «الدشداشة العراقية و العقال والشماغ العراقي»
اما شكل الرقصة: هي عبارة عن حركات متناسقة يقوم بها أهل الجوبي وتكون عن طريق مسكهم بيد بعضهم البعض.
ويذهب الباحثون إلى تقسيم هذه الرقصة إلى ثلاثة مراحل. وتبدأ المرحلة الأولى بوقفة الراقصين. وعند الحركة، يدقّ الراقصون الأرض بأرجلهم اليسرى، يرفعونها بحدود نصف قدم ويضعونها اعتماداً على عزف الآلة الموسيقية المصاحبة للرقصة.
أما المرحلة الثانية، وتوصف بالأعنف، فيتم فيها رفع الرجل اليمنى حوالي نصف قدم، فيما ترفع اليسرى بمستوى ركبة الرجل اليمنى ثم يدكون الأرض معاً. وتسمى المرحلة الثالثة بـ “التثليثية”. وتتم هذه المرحلة بقفز الراقصين، بحيث تكون أرجلهم بنفس المستوى لثلاث مرّات بسرعة، وهم ينظمون الإيقاع.
وتجدر الإشارة إلى تفضيل العراقيين استخدام مفردة “لعب” بدل “رقص” للإشارة لمن يمارسون الجوبي.
و يعتمد الجوبب الذي يؤديها البدو على هزّ الأكتاف قليلاً والتمايل بخيلاء عند تحريك القدمين، وعدم رفعهما إلا قليلاً عن الأرض. ويسرح اللاعبون في الرقص على مساحة واسعة من الخلاء، مع تحريك القدمين إلى الأمام وإلى الخلف، كأنهم يسرحون ويطوفون مع الماشية. وبطبيعة الحال، فإن الأسلوب الذي ينتهجه البدو في الدبكة يأتي للتعبير عن عادة التنقل الرعوية. أما الدبكة التي يؤديها الفلاحون، فتختلف في حركاتها عن رقصة البدوي، بالقفز المنتظم والعنيف على الأرض.

## تاريخ الجوبي
تربط غالبية الدبكات الشعبية الأخوة أو أبناء القبيلة أو المجتمع المتشابه بعاداته وثقافته. وتعود هذه الدبكات بأصولها إلى الأساطير السومرية والبابلية، التي تقوم على أساس الدوران حول المكان المقدس، لاستدرار البركة وضرب الأرض النائمة لإيقاظها من سباتها الذي استمر طوال فصل الشتاء.
وما ضربات الراقصين المتكررة على الأرض في رقصة الجوبي إلا نوع من طقوس دعوة الأرض إلى طرد الأرواح الشريرة وإيقاظ تموز (إله الخصب الرافديني) ليعود من عوالمه السفلية التي سجن فيها، فتعود معه الحياة. وبذلك، فإن رقصة الجوبي ليست سوى محاكاة رمزية للحركة الأولى التي ترمز إلى بداية خلق الكون. وتتوافق مع رقصة الجوبي في هذا الترميز أغلبية الرقصات الشعبية الرافدينية.

## أغاني الجوبية
للجوبي لحن معين يرقص عليه أهل الجوبي ويتميز اللحن بصوت الطبل الذي يعطى الإيقاع العام للرقصة وتتنوع أغاني الجوبي الحديثة على سبيل المثال
" لصعد واقطعلج عنقود " و" عيد وحب " " يا يمة انطيني الدربيل " والاغاني الحديثة للفنانين الشباب وهي الأكثر رواجا "
مثلا: